# Pnirontis brimleyi
Pnirontis brimleyi är en insektsart som beskrevs av Willis Blatchley 1926. Pnirontis brimleyi ingår i släktet Pnirontis och familjen rovskinnbaggar. Inga underarter finns listade i Catalogue of Life.